# مراکز زایا
مراکز زایا (به انگلیسی: Germinal Center) ‏(GC)، مناطقی در دستگاه لنفاوی ثانویه (یعنی گره‌های لنفاوی و طحال) اند که سلول‌های B، طی پاسخ ایمنی طبیعی به یک عفونت، ژن‌های پادتنی خود را تکثیر، تمایز و به مرحله بلوغ می رسانند (از طریق جهش پیکری به هدف بالا بردن میل پیوندی). این تکوین پویا، پس از فعال‌سازی سلول‌های B فولیکولی توسط آنتی‌ژن وابسته به T، صورت می پذیرد.
به سلول‌های B مراکز زایا، که در جریان تقسیم سلولی جهشی و سریع خود می باشند، سنتروبلاست‌ها گفته می شود. زمانی که این سلول‌های B دست از تکثیر برداشتند، به آن ها سنتروسیت گفته شده و در حضور سلول‌های دندریتی فویلیکولی (FDCها)، تحت انتخاب سلول‌های T کمک‌کننده فولیکولی (TFH) قرار می گیرند. مراکز زایا، بخش مهمی از پاسخ ایمنی هومورال سلول‌های B بوده، و به عنوان عوامل مرکزی در تولید بلوغ میل پیوندی سلول‌های B تخصص یافته عمل کرده، تا با این کار بتوانند پادتن‌های ارتقاء یافته ای که در شناسایی عوامل عفونی مؤثراند، و همچنین سلول‌های B خاطره ماندگارتر تولید کنند.

## پیوندهای بیرونی
- موضوع بافت‌شناسی در دانشکدهٔ پزشکی دانشگاه ایلینوی اربانا-شمپین 563
- تصویر بافت‌شناسی: 07103loa - سامانهٔ یادگیری بافت‌شناسی در دانشگاه بوستون - "Lymphoid Tissues and Organs: lymph node, germinal centre"
- Hyperlinked Human Histology
- MedEd at Loyola Histo/practical/lymph/hp12-42.html